# Ding Ruchang
Ding Ruchang (chinês:丁汝昌) (18 de novembro de 1836-12 de fevereiro de 1895) foi um Almirante que comandou a Frota de Beiyang na Batalha do Rio Yalu durante a Primeira Guerra Sino-Japonesa.

## História
Ruchang nasceu na Província de Anhui na China. Em 1854, se uniu à Rebelião Taiping até ser derrotado em 1861, passando para a causa imperial em seguida ajudou à reprimir a Rebelião Nien sendo promovido à coronel. Em 1874, ele protestou contra a decisão do governo de Qing sobre a redução do tamanho do exército. Ele voltou para sua cidade natal para evitar ser morto. 

## Comandante da Frota
Em 1875, o vice-rei Li Hongzhang nomeou-o como comandante da frota de Beiyang a mais modernas das frotas regionais chinesas. Em 1880, ele viajou para a Grã-Bretanha a aceitar a entrega do Chaoyun cruzador, e se familiarizar com as técnicas de construção naval em estaleiros europeus na Alemanha e na França. Ding era um defensor do Movimento de Auto-Fortalecimento da China, e pediu Li Hongzhang para criar estaleiros na China capazes de construir modernos cruzadores blindados, ao invés de depender de importações estrangeiras. Ding teve um papel ativo na criação das bases navais em Weihaiwei e Lushunkou. 

## Batalha do Rio Yalu
Em 17 de setembro de 1894, durante a Primeira Guerra Sino-Japonesa Ding Ruchang e sua frota de 10 navios estava perto do Rio Yalu quando se aproximou a frota japonesa, como os japoneses hastearam bandeiras dos Estados Unidos, os chineses não se preocuparam com a aproximação do inimigo até que os japoneses mostraram suas verdadeiras bandeiras e atiraram, os chineses responderam aos tiros, apesar de Ruchang comandar uma frota moderna, a tripulação era inexperiente e indisciplinada assim como alguns oficiais que desviam fundos dos seus navios para enriquecimento próprio, alguns até vendiam granadas e as substituíam por cacau ou porcelana em forma de bala, isso foi fatal para os chineses, Ruchang desesperado com a situação foi atingido junto com os oficiais na ponte de comando de seu navio, o Dingyuan, felizmente eles sofreram ferimentos leves, já no dia seguinte, a luta continuou com a destruição de metade de sua frota, Ruchang viu que era inútil continuar lutando e se retirou com os navios restantes.

## Morte

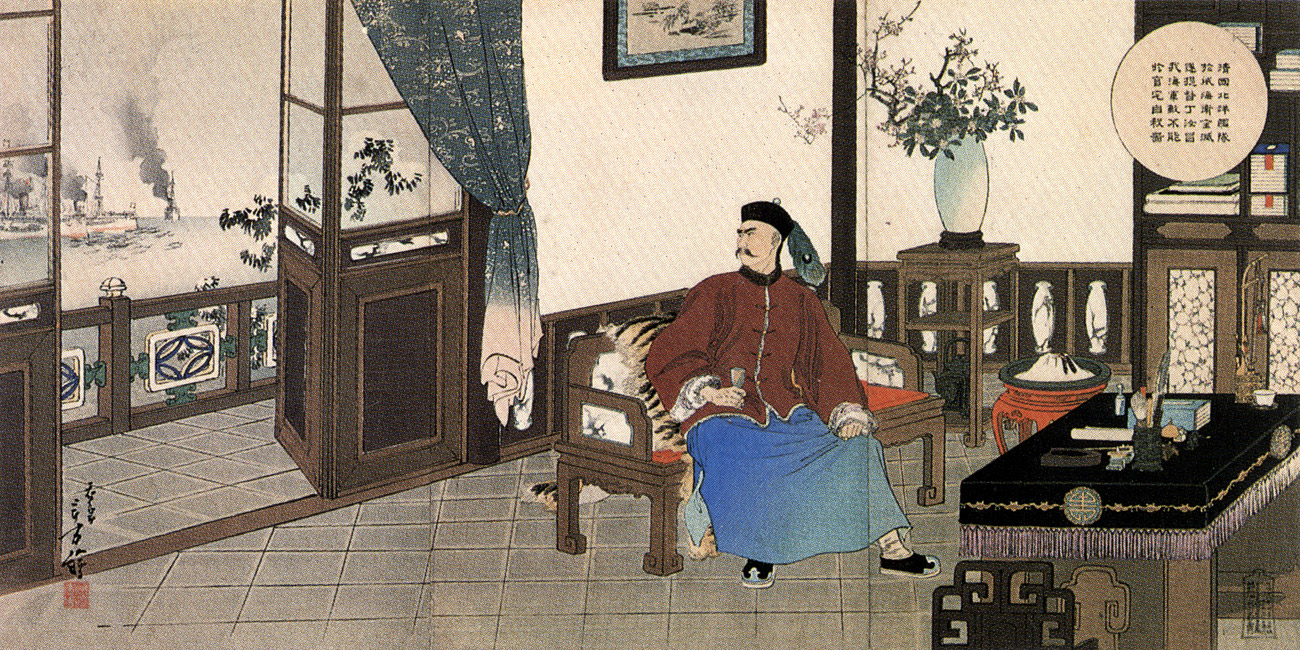
Almirante Ding Ruchang cometendo suicídio

Depois da Batalha do Rio Yalu, Ruchang recebeu ordens para se retirar para a base naval de Weihaiwai, mas quando os japoneses se aproximaram, o Almirante japonês Ito Sukeyuki ofereceu asilo político à Ruchang que se recusou e em seguida cometeu suicídio por overdose de ópio. O vic-almirante Liu ordenou destruir os navios restantes e em seguida também cometeu suicídio, alguns navios ainda foram entregues aos japoneses.
Depois de sua morte, Ding foi responsabilizado pelo governo Qing para a derrota, e postumamente despojado de todas as classes e posições. No entanto, a forma de sua morte ganhou o respeito dos membros japoneses, bem como muitos dos militares chineses. A pedido de sobreviver generais em 1911, foi restaurada a todos os seus escalões, e sua família era capaz de dar-lhe um enterro apropriado em 1912, após a Revolução de Xinhai derrubou a dinastia Qing. 